# Derry (New Hampshire)
Derry – miejscowość w USA, w stanie New Hampshire, w hrabstwie Rockingham.
Pseudonim miejscowości, Space-town, wynika z faktu, że Derry jest miejscem urodzenia Alana Sheparda, pierwszego amerykańskiego astronauty.
Nazwa miejscowości pochodzi od miasta Derry w Irlandii Północnej, irlandzkie słowo "doire" znaczy "lasy dębowe".